# Myrmelachista mexicana
Myrmelachista mexicana är en myrart som beskrevs av Wheeler 1934. Myrmelachista mexicana ingår i släktet Myrmelachista och familjen myror. Inga underarter finns listade i Catalogue of Life.